# Ravinia effrenata
Ravinia effrenata är en tvåvingeart som först beskrevs av Walker 1861.  Ravinia effrenata ingår i släktet Ravinia och familjen köttflugor. Inga underarter finns listade i Catalogue of Life.